# گوی‌باخان
گوی‌باخان (به لاتین: Göyəbaxan) یک منطقه مسکونی در جمهوری آذربایجان است که در شهرستان تووز واقع شده است. گوی‌باخان ۴۱۴ نفر جمعیت دارد.